# Squat Saint-Just
Pour les articles homonymes, voir Saint-Just et Saint Just.
Le squat Saint-Just est un bâtiment dans le quartier Saint-Just du 13e arrondissement de Marseille, appartenant au Diocèse des Bouches-du-Rhône. À partir de décembre 2018, il est occupé par jusqu'à 400 personnes simultanément: des familles avec enfants et des mineurs isolés étrangers, dont la loi exige pourtant qu'ils soient protégés par le département. Celui des Bouches-du-Rhône, dont la politique de l'enfance est jugée largement « défaillante » par la chambre régionale des comptes et la Défenseuse des droits, est condamné à plusieurs reprises entre 2017 et 2020 pour n'avoir pas pris en charge des mineurs. Dix-sept mois après le début de l'occupation, le 8 juin 2020, à la suite d'un départ de feu qui ne fait aucune victime, le squat est définitivement évacué. 

## Contexte
Dans un rapport rendu en 2021, la chambre régionale des comptes estime que la politique de l'enfance du conseil départemental des Bouches-du-Rhône est largement « défaillante », et que la création de squats participe d'un « report de compétences [vers] des initiatives citoyennes bénévoles palliatives »,. En mars 2021, la Défenseuse des droits Claire Hédon conclut que « le département des Bouches-du-Rhône ne respecte pas ses obligations légales de recueil provisoire d’urgence et porte ainsi atteinte aux droits fondamentaux des mineurs non accompagnés et à leur intérêt supérieur »,,. 
Selon la chambre, les mineurs qui demandent sa protection (ils étaient 1074 en 2019) attendent en moyenne 71 jours avant de pouvoir accéder ne serait-ce qu’à une nuitée à l’hôtel; ils attendent en moyenne 119 jours pour obtenir une place en foyer, mais beaucoup disparaissent dans la nature ou atteignent leur majorité entre temps. Le Monde écrit aussi en 2019 qu'un centaine de jeunes confiés par la justice au département des Bouches-du-Rhône sont sans hébergement et 150, en attente d'évaluation, ne sont pas mis à l’abri comme la loi l’exige. 
Le dispositif d'accueil n'est pas adapté pour faire face à l’augmentation des demandes depuis 2015, mais la chambre cite le conseil d'état en rappelant qu'« un président de conseil départemental ne peut s’affranchir de l’obligation de mise à l’abri (…) au seul motif qu’il ne disposerait pas de moyens d’assurer cette mission ». 
En 2021, plus de 160 mineurs non accompagnés seraient sans domicile à Marseille. 
Le département est condamné plusieurs fois par la justice, et débourse entre 2017 et 2019 500 000 € en frais de justice et d'astreintes aux mineurs,. En 2018, il était visé par 200 requêtes, et en 2020, condamné 56 fois à payer des astreintes pour non-prise en charge de mineurs placés sous ordonnance provisoire.
La chambre critique également les faveurs accordées par le département à l'association Addap 13, qui gère le dispositif de premier accueil pour les MNA, et 210 places d’hébergement, présidée par une ancienne directrice du service enfance famille du conseil départemental, qui ne propose que de « gérer une file active en fonction des places disponibles ». La liste d'attente compte 750 enfants non accompagnés par des travailleurs sociaux malgré les décisions de justice les concernant. En 2022, le résultat d'un audit, commandé par le conseil départemental et la protection judiciaire de la jeunesse, de l'association Sauvegarde 13, la principale structure habilitée par le conseil départemental pour exercer des actions éducatives en milieu ouvert, fait la liste de très nombreux dysfonctionnements, dont une liste d'attente de 567 enfants. 
Martine Vassal se défend en expliquant que la « vocation première » de son département est de « s’occuper des enfants d’ici », pas des mineurs non accompagnés étrangers. Le service d'aide sociale à l’enfance des Bouches-du-Rhône fait l'objet d'une enquête de l'IGAS en février 2022. 

## Occupation
Le bâtiment est une bastide du XVIIIe siècle de 3 000 m2 qui avait servi de couvent, appartenant au diocèse qui avait prévu de la vendre à l’Institut méditerranéen de formation et recherche en travail social,.
Le collectif Mineurs isolés 13, qui avait occupé l’église Saint-Ferréol dans le quartier du vieux port,,,, investit le bâtiment le 18 décembre 2018,. Une banderole « Mineur.e.s isolé.e.s, Martine Vassal hors-la-loi. » est accrochée sur la façade, visible de l'Hôtel du département des Bouches-du-Rhône qui se trouve de l'autre côté de la rue. Une bénévole explique à La Croix: « aucune des personnes présentes ne l’est illégalement. Un mineur isolé a toujours le droit de séjour en France. Quant aux familles, elles sont dans le processus d’obtention du droit d’asile. Tous ces gens ont des papiers en règle. Nous sommes du côté de la loi, à la différence des institutions qui jouent le pourrissement… » .
Le diocèse porte plainte dès le début de l'occupation illégale, mais reprend les contrats d’électricité et de gaz pour chauffer les lieux; Mgr Georges Pontier, l’archevêque de Marseille jusqu'en août 2019 connu pour ses prises de position en faveur des migrants, affirme alors qu' « on ne mettra personne dehors même si on aimerait qu’ils s’en aillent dans de bonnes conditions, avec un logement. Pas question qu’ils retournent dans la rue » . L’Église voit dans ce dossier l'illustration de la faillite des pouvoirs publics sur la question des réfugiés mineurs qui se retrouvent à la rue,. Mais en avril, le diocèse coupe le gaz et demande l'expulsion des personnes hébergées, arguant du manque à gagner de 2,1 millions d’euros que constituerait l'impossibilité de vendre le bâtiment,. Le tribunal d'instance octroie alors un délai de six mois aux squatteurs majeurs.
À l'occasion d'une affaire opposant le conseil départemental à un mineur isolé hébergé à Saint-Just et bénéficiant d’une ordonnance de placement provisoire, la justice est amenée à décider si ce squat peut constituer un lieu d'accueil digne pour des mineurs censés être mis à l'abri par les autorités. Le tribunal administratif affirme d'abord en septembre 2019 que le bâtiment est un lieu « correct » pour héberger des mineurs isolés en attente de prise en charge. Selon les termes du jugement, « l’établissement de Saint-Just n’est pas le plus adapté [mais le mineur y] bénéficie d’un accueil raisonnable, avec nourriture, vêtements et d’un accompagnement éducatif par des bénévoles. Qui plus est, cette prise en charge ne fait aucunement obstacle à l’accompagnement proposé par les services du département ». Le Conseil d’État conclut de la même façon: « l’absence de prise en charge adaptée de M. X par le département des Bouches-du-Rhône n’apparaît pas (…) entraîner de conséquences graves pour l’intéressé ». Mais le 11 octobre 2019, après que les avocats des mineurs décrivent les conditions d'hébergement, le tribunal administratif de Marseille revoit son jugement, estimant au contraire que « l’état des lieux et les équipements sanitaires présentent un grave état d’insalubrité » et sont « de nature à mettre en danger la santé ou la sécurité de ses occupants », ce qui a pour conséquence que les mineurs sont bien fondés à demander à être pris en charge en urgence par le conseil départemental.
À l'automne 2019, dix mois après le début de l'occupation, le bâtiment permet l'hébergement de 300 migrants dont 150 mineurs, et arrive à saturation,. Une trentaine de bénévoles du collectif 59 Saint-Just distribuent un repas par jour, les conditions d'hébergement deviennent critiques,,,,. La scolarisation des enfants est aussi assurée par des bénévoles, en particulier ceux du « Réseau d’accueil des minots non accompagnés » (Ramina).
Le procès de l’occupation du squat par des mineurs isolés a lieu le jeudi 17 octobre. Le tribunal d'instance de Marseille ordonne le 7 novembre l'expulsion sans délai des 170 mineurs migrants qui occupent le bâtiment, les familles obtiennent un délai jusqu’au 9 février 2020. La décision « a peu de chances d'être suivie d'effet »,,. Un avocat défendant les mineurs estime qu'elle « met le Département devant ses responsabilités ». Le 14 novembre, selon la préfecture de Police, aucune évacuation n'est « à l'ordre du jour, et rien ne se fera avant février comme l'a décidé la justice. Nous sommes tributaires de la décision du propriétaire, le diocèse, de recourir ou non à la force publique »; ce dernier affirme n'avoir fait aucune demande en ce sens. En février 2020, aucune proposition de relogement n'avait encore été apportée,,.
L'inquiétude sur les conditions d'accueil s'accroit en mars 2020, au moment des mesures d'isolement prises pour endiguer la pandémie de Covid-19,, et le 17 avril, Médecins du monde et Médecins sans frontières demandent à la justice d'exiger la mise à l’abri en urgence cinquante mineurs hébergés dans le squat Saint-Just; le 20 avril, le tribunal administratif ordonne en urgence au département et au préfet des Bouches-du-Rhône d’assurer leur hébergement,,, dans un délai de quinze jours. Le conseil départemental a déjà été condamné plusieurs fois pour avoir refusé d'exécuter des ordonnances de placement provisoire rendues par le tribunal administratif. Le département répond en s’engageant à mettre à l’abri les 50 mineurs, tout en sollicitant l'aide du préfet,, et s'exécute une semaine plus tard en mettant à l’abri 38 mineurs isolés,,,. Il reste alors 150 personnes, familles avec enfants et adultes isolés, dans le bâtiment; les règles de confinement sont impossibles à respecter,.
Une deuxième décision de justice fait suite au référé-liberté au tribunal administratif de Marseille de Médecins sans frontières et Médecins du Monde: MSF, avec l’aide de l'association JUST, a ouvert mi-janvier trois lieux d'hébergement pour une 80 de mineurs isolés, prévoyant de les mettre provisoirement à l’abri jusqu'à fin mai. Dans une ordonnance du 26 mai, le tribunal administratif de Marseille ordonne au département « une prise en charge individuelle, sociale, sanitaire et éducative adaptée » dans un délai de 8 jours.
La trêve hivernale est prolongée jusqu’au 31 mai à cause de la pandémie de Covid. Début juin 2020, le diocèse de Marseille adresse au Collectif 59 Saint-Just un « commandement à quitter les lieux ». Anne Giraud, membre du diocèse, explique que « victimes d’une occupation illégale, nous avons refusé de demander l’expulsion de ces personnes par la force, parce que c’était l’hiver et que c’était Noël (...) mais cette occupation a tout de même coûté au diocèse environ 15 000 € de charges par mois ».

## Evacuation
Le matin du lundi 8 juin 2020, un incendie se déclare au rez-de-chaussée,,, dans une pièce où étaient entreposés des dons divers, de la nourriture et des outils. Les occupants (parmi lesquels des personnes hébergées et des enfants) sont évacuées et le site est mis en péril, ce qui entraîne la fermeture définitive du squat. La préfète déléguée pour l’égalité des chances, Marie Aubert, explique en effet que « S’il y a péril, il ne pourra pas de nouveau y avoir une occupation. La structure a été endommagée par l’incendie ». Anne Giraud, du Diocèse, ajoute que « les dégâts sont très importants. Dans la partie touchée, le plafond s’effondre, tout a été trempé, c’est un vieux bâtiment. On ne pourra plus rentrer dedans malheureusement, les escaliers ont commencé à s’effondrer ». Estimant que l'incendie est d’origine criminelle, les militants portent plainte.
Le soir même, les personnes évacuées, 85 migrants dont une vingtaine d’enfants, dorment dans les gymnases Santi et de La Martine (15e), tandis que la police municipale surveille le bâtiment jusqu’à sa mise en sécurité par le Diocèse. Les centre d’hébergement pour demandeurs d’asile et migrants étant saturés, la question se pose de l’hébergement qui sera proposé sur le long terme, la municipalité renvoyant l'état à ses responsabilités,. 

## Postérité

### Utilisation dans la campagne de Martine Vassal
En pleine campagne électorale, Martine Vassal pénètre dans la propriété pour y tourner une vidéo anti-migrants destinée aux réseaux sociaux, dans laquelle elle affirme que le lieu a été le théâtre de « tous types d’exactions, que ce soit des trafics ou de la prostitution, avec des adultes, des enfants au milieu », ce qui lui vaut d'être attaquée par le diocèse qui « ne cautionne pas du tout ces propos » et assure n’avoir donné « aucunement l’autorisation à Mme Vassal de pénétrer sur sa propriété »,. Selon le collectif saint Just, ces « faits de délinquance (...) n’ont jamais existé. Nous avons plutôt organisé des cours de français pour les jeunes et de la distribution de nourriture mais Martine Vassal, malgré nos invitations, n’est jamais venue le constater ».

### Nouveaux squats à la suite de l'évacuation de Saint-Just
L'évacuation de Saint Just n'est que l'une des évacuations sans solutions qui se succèdent à Marseille. Elle a pour conséquence de remettre à la rue des familles que les pouvoirs publics ne parviennent pas à mettre à l'abri, et pour face à un manque de place dans les lieux d’accueils, des mineurs isolés investissent mi-juillet un squat au no 12 rue de Breteuil, dont ils sont immédiatement expulsés, puis un autre au no 43 rue Flégier,, dont ils sont rapidement expulsés par la police dans une opération de mise en sécurité mandatée par la nouvelle municipalité de Michelle Rubirola,; ces mineurs sont relogés à l’hôtel en attendant que le département prenne ses responsabilités.
Quelques mois après l'incendie, début mars 2021, le contact entre le département et les évacués est rompu et des mineurs isolés campent devant la mairie pour tenter de faire pression; la municipalité réagit en hébergeant 38 d'entre eux dans un gymnase,. Certains d'entre eux entament une grève de la faim, sur fond de guerre de communication entre la municipalité et la métropole, laquelle refuse de « répondre à une préoccupation de politique politicienne. » Le département est à nouveau condamné par le tribunal administratif à « dresser [sous quinze jours et] contradictoirement avec les associations une liste [des] jeunes reconnus mineurs » et à prendre en charge ceux disposant « d’une ordonnance de placement provisoire [ou] d’un jugement d’assistance éducative du juge des enfants », mais ne fait aucune recommandation ferme au sujet de ceux qui sont dans l’attente d’évaluation de leur situation et de leur âge,.
Le no 176 rue Ferrari dans le 5e arrondissement de Marseille, un immeuble vide appartenant au département est occupé à l'automne 2021. Les entrepôts rue Cazemajou dans le 14e arrondissement, occupés par des familles pendant des années doivent être évacués pour permettre le passage d'un futur tramway. En septembre 2022 un squat de mineurs isolés sur la Canebière est évacué.

#### Squat Saint-Bazile
Un bâtiment Art déco de 5 étages, ancienne vitrine locale du Parti communiste français, au 25 de la rue Saint-Bazile du 1er arrondissement de Marseille, est squatté à partir de l’été 2021 et autogéré par une association de migrants. À l'initiative de l'Association des usagers de la PADA (AUP), et avec le soutien de la préfecture et de la municipalité, il fait l’objet à partir du 1er juillet 2022, d’une convention d’occupation temporaire avec son propriétaire, l’établissement public foncier Provence-Alpes-Côte d’Azur, légalisant la présence de 90 personnes pour neuf mois, jusqu'au 31 mars 2023,,,. D'autres projets d'hébergements autogérés sont soutenus par la ville. 

## Documentaires
- Primitivi, « Occupation de l’église Saint-Ferréol par les mineurs isolés » [vidéo], 2018[14]
- Le film Crimes de solidarité de Tuan Andrew Nguyen donne la parole aux habitants de l'ancien squat de Saint-Just[87],[88].

- Le documentaire 18 mois[89], de la réalisatrice marseillaise Roxane Perrot, produit par Zéké Film et Lucien TV, est consacré au squat Saint-Just et à son organisation[90],[91].